# Mount Baker Wilderness
L'aire sauvage du mont Baker (Mount Baker Wilderness en anglais) est une zone naturelle protégée de 475,62 km2 située à l'intérieur de la forêt nationale du Mont Baker-Snoqualmie dans le nord de l'État de Washington aux États-Unis. Elle tire son nom du volcan actif qu'elle accueille, le mont Baker.

## Description

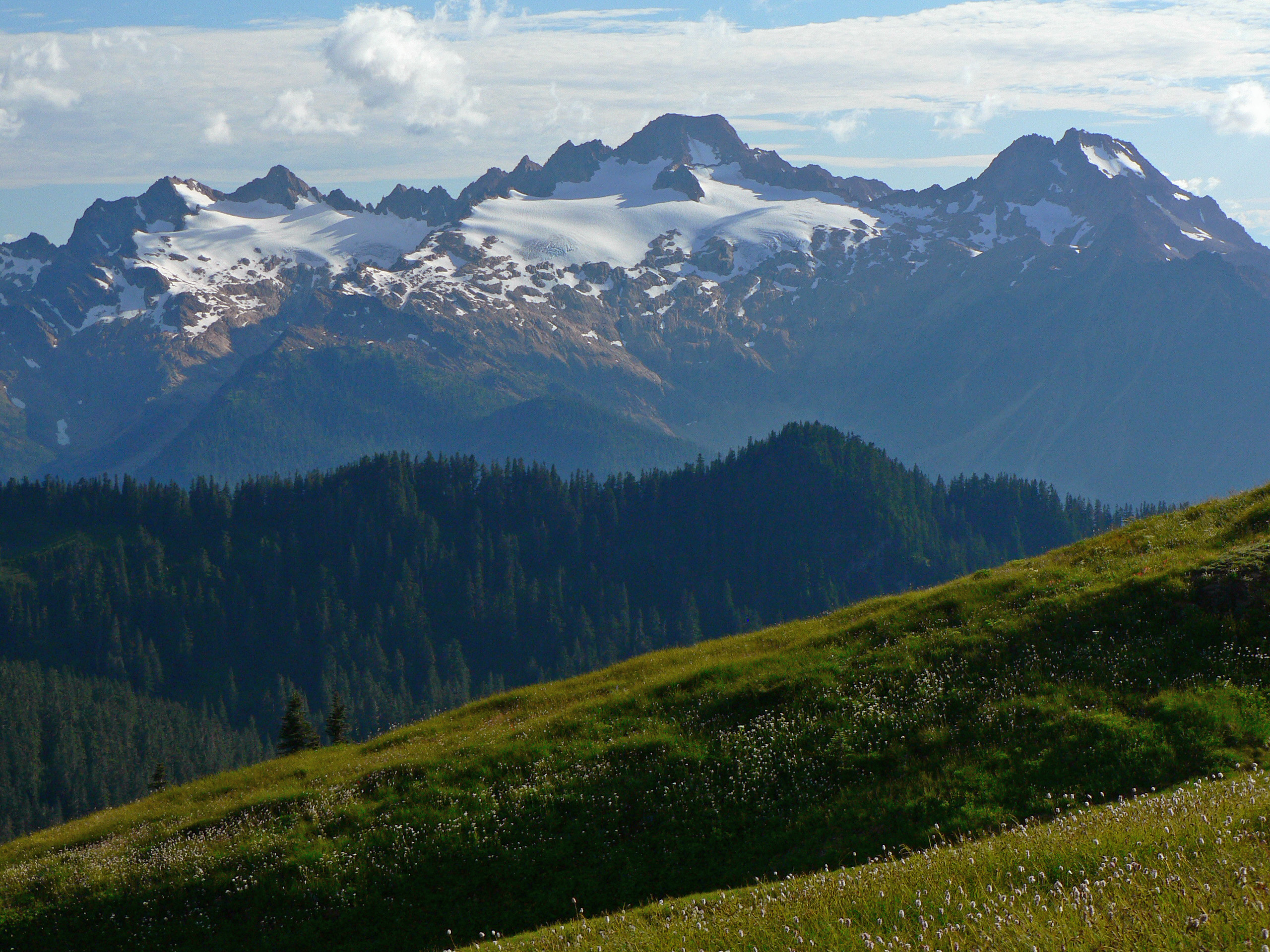
Twin Sisters Mountain.

La zone naturelle s'étend autour du mont Baker Elle est limitée à l'est par le parc national des North Cascades, au nord par le Canada, au sud par la Washington State Route 20 et à l'ouest par les contreforts du Puget Sound. Elle est ainsi située sur le versant occidentale de la chaîne des Cascades, une région montagneuse et volcanique. Elle est parcourue par les trois bras du fleuve Nooksack et par la Baker River.

## Milieu naturel
La région est localisée dans une zone très humide qui reçoit énormément de précipitations grâce à la barrière naturelle formée par les montagnes des Cascades. Cette barrière bloque sur place une grande partie de l'humidité en provenance du proche océan Pacifique. En altitude, les précipitations neigeuses sont parfois abondantes comme par exemple au mont Baker qui a reçu une couche de 29 mètres de neige durant l'hiver 1998-1999.
À basse altitude, le climat est de type océanique tempéré. La zone est recouverte de forêts qui se composent en grande partie de conifères comme la Pruche de l'Ouest (Tsuga heterophylla), le Sapin gracieux (Abies amabilis), la Pruche subalpine (Tsuga mertensiana), l’If de l'Ouest  (Taxus brevifolia), le Cyprès de Nootka (Xanthocyparis nootkatensis), le Thuya géant de Californie (Thuja plicata).
Les hauts sommets sont recouverts de glaciers et accueillent par exemple la Chèvre des montagnes Rocheuses (Oreamnos americanus).
Hormis le mont Baker qui dépasse les 3 000 mètres, les sommets se nomment par exemple Twin Sisters Mountain (2 113 m), American Border Peak (2 113 m) et le Hadley Peak (2 291 m).